# Crypsithyris melosema
Crypsithyris melosema är en fjärilsart som beskrevs av Edward Meyrick 1917. Crypsithyris melosema ingår i släktet Crypsithyris och familjen äkta malar. Inga underarter finns listade i Catalogue of Life.